# Osrhoene

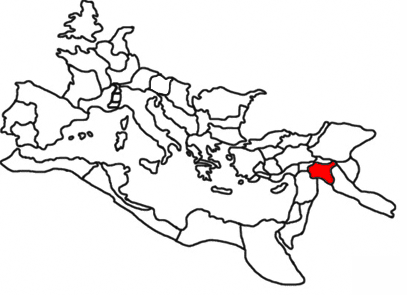
Osrhoene als römische Provinz

Osrhoene und die Nachbarstaaten um 50 v. Chr.

Osrhoene (Osroene, Osrohene, Orrhoene, Altgriechisch: Ὁσροηνή) bezeichnet eine Landschaft im nördlichen Zweistromland. In Nachfolge des zerfallenden Seleukidenreiches konnte sich ab etwa 133 v. Chr. ein lokales Königreich etablieren. Es umfasste das Gebiet um Edessa (heute Şanlıurfa, Türkei). Der lokale aramäische Dialekt von Edessa, der von der Mehrheit der Bevölkerung gesprochen wurde, wurde zum Vorläufer des Syrischen. Heute bildet die Region das Grenzgebiet zwischen Syrien und der Türkei.

## Geschichte
Ende des 2. Jahrhunderts v. Chr. gelang es einer Dynastie lokaler Herrscher, sich in einem relativ kleinen Gebiet östlich des Euphrat zu etablieren. Das Reich lag im Spannungsfeld zwischen dem mit Rom verbündeten Kappadokien im Westen, den mächtigen Königreichen von Pontos im Norden und Armenien im Nordosten, sowie dem aufstrebenden Partherreich im Südosten.
Nachdem Pompeius 64 v. Chr. die Reste des Seleukidenreiches südlich von Osrhoene zur römischen Provinz Syria gemacht und das pontische Reich zerschlagen hatte, entwickelte sich Osrhoene, ähnlich wie Armenien, zu einer Art Pufferstaat zwischen der römischen und der parthischen Einflusssphäre. Nach der verheerenden Niederlage des Crassus in der Schlacht bei Carrhae 53 v. Chr. wurde die Region aber zunächst parthisch. Nachdem im Jahre 17 n. Chr. Kappadokien und 72 Kommagene endgültig römisch geworden waren, etablierte sich hier der Euphrat immer mehr als Grenzfluss.
Osrhoene wurde 114 zusammen mit Armenien und Mesopotamien von Kaiser Trajan erobert. Allerdings kam es in den eroberten Gebieten bald darauf zu Aufständen und Trajans Nachfolger Hadrian gab dort sofort alle römischen Ansprüche wieder auf. Der römische Kandidat für den parthischen Königsthron wurde mit dem Gebiet von Osrhoene abgefunden, das er aber wenige Jahre später auch noch verlor. Kaiser Lucius Verus durchzog die Region 165 auf seinem erfolgreichen Feldzug gegen die Parther, danach blieb sie ein halb-autonomer Satellitenstaat. Während des römischen Bürgerkrieges von 193–194 ging die Kontrolle über Osrhoene kurzfristig verloren, wurde aber von Septimius Severus in den Partherkriegen von 195 und 197–198 wiederhergestellt.
In Osrhoene regierte eine Familie, die einige Könige mit dem Namen Abgar hervorbrachte. Abgar VIII. (177–212) kann möglicherweise als der erste christliche König der Weltgeschichte betrachtet werden. Der Kirchenvater Eusebius von Caesarea berichtet in seinem Werk jedoch nichts von einer Bekehrung des Königs. Mindestens stand der König dem Christentum aufgeschlossen gegenüber.
Der römische Kaiser Caracalla entthronte bereits um 214 den Nachfolger Abgars des Großen, seinen Sohn Abgar IX., und machte Osrhoene endgültig zu einer römischen Provinz, auch wenn später noch Nachkommen der Königsfamilie bezeugt sind.
Nachdem das Partherreich im 3. Jahrhundert von der persischen Dynastie der Sassaniden erobert worden war, wurde Osrhoene eine umstrittene Region im Grenzgebiet zwischen dem Neupersischen Reich und (Ost-)Rom (siehe Römisch-Persische Kriege). Nach der Belagerung von Edessa und Carrhae durch Schapur I. erlitten die Römer hier 260 eine schwere Niederlage, bei der Kaiser Valerian selbst in Gefangenschaft geriet. Der Herrscher der reichen, mit Rom verbündeten, nahezu unabhängigen Wüstenstadt Palmyra, Septimius Odaenathus, half den Römern danach entscheidend, die Kontrolle über Osrhoene wiederherzustellen. Sein minderjähriger Sohn Vaballathus wandte sich jedoch unter Führung seiner Mutter Zenobia gegen die Römer, wurde zum Augustus erhoben und konnte erst 272 mit seiner Mutter von Aurelian besiegt und gefangen genommen werden. Bis zur Eroberung durch die Araber um 640 blieb die Osrhoene während der gesamten Spätantike römische Provinz, mit Edessa (das die Sassaniden wiederholt belagerten) als Statthaltersitz.

## Die Könige von Osrhoene
- Aryu (132–127 v. Chr.)
- Abdu (127–120)
- Fradhasht (120–115)
- Bakru I. (115–112)
- Bakru II. (112–94)
- Ma’nu I. (94)
- Abgar I. (94–68)
- Abgar II. (68–52)
- Ma’nu II. (52–34)
- Paqor (34–29)
- Abgar III. (29–26)
- Abgar IV. (26–23)
- Ma’nu III. (23–4)
- Abgar V. (4 v. Chr.–7 n. Chr.)
- Ma’nu IV. (7–13)
- Abgar V. (13–50)
- Ma’nu V. (50–57)
- Ma’nu VI. (57–71)
- Abgar VI. (71–91)
- Sanatruk (91–109)
- Abgar VII. (109–116)
- römische Besatzung 116–118
- Yalur (118–122), mit Parthamaspates
- Parthamaspates (um 122/23)
- Ma’nu VII. (123–139)
- Ma’nu VIII. (139–163)
- Wa’il (163–165)
- Ma’nu VIII. (165–177)
- Abgar VIII. (der Große) (177–212)
- Abgar IX. (212–214)
- Abgar X. (etwa 239 bis 242)